# Alec Potts
Alec Potts (* 9. Februar 1996 in Clayton, Victoria) ist ein australischer Bogenschütze.

## Werdegang
Alec Potts wurde in Clayton, Victoria geboren und wuchs in Orpington, heute ein Stadtteil von London, auf, wo er neben dem Bogenschießen auch das Fechten erlernte. Im Jahre 2007 kehrte die Familie nach Australien zurück und zog nach Melbourne. Alec Potts trat dort dem Aim Archery Club in Cheltenham, Victoria bei. Im Jahr 2011 debütierte er auf internationaler Ebene. Sein Trainer ist Michael Pless.
2015 nahm Potts an den Weltmeisterschaften 2015 in Kopenhagen teil, wo er im Einzelwettbewerb nach einem Sieg über den Brasilianer Bernardo Oliveira in der zweiten Runde mit 1:7 gegen den Schweden Jonas Lennart Andersson verlor und ausschied. Im Mannschaftswettbewerb erreichte er zusammen mit Taylor Worth und Ryan Tyack durch die Niederlage im Viertelfinale den achten Platz bei 58 teilnehmenden Nationen.
Alec Potts nahm im Alter von 20 Jahren im Rahmen der Olympischen Sommerspiele 2016 in Rio de Janeiro zum ersten Mal an Olympischen Spielen teil. Im Mannschaftswettbewerb kam er zusammen mit Taylor Worth und Ryan Tyack nach Siegen über Malaysia und Frankreich bis ins Halbfinale, wo sie jedoch gegen den späteren Olympiasieger Südkorea mit 0:6 verloren. Anschließend besiegten sie im Kleinen Finale dann China mit 6:2 und gewannen so die Bronzemedaille. Dies war die erste Mannschaftsmedaille für Australien im Bogenschießen bei Olympischen Spielen. Nachdem er im Einzelwettbewerb 20. in der Platzierungsrunde wurde, verlor er direkt in der ersten Runde mit 4:6 gegen den Brasilianer Bernardo Oliveira und schied so frühzeitig aus.
Alec Pott wohnt mit seiner Familie in Mount Eliza, Victoria. Er hat eine jüngere Schwester, Emily.